# Yangshaokulturen
Yangshaokulturen var en neolitisk jordbrukskultur som fanns från cirka 5000 år f.Kr. till 3000 f.Kr, vid Gula floden, Kina. Det var den svenske geologen och arkeologen Johan Gunnar Andersson som upptäckte lämningarna efter en boplats i byn Yangshao i häradet Mianchi i provinsen Henan. Andersson kallade kulturen för Yangshaokulturen och det namnet har den fått behålla. Lämningar efter kulturen har senare även hittats i Shanxi och Shaanxi.

## Historia
Upptäckten av Yangshaoboplatsen gjordes på våren 1921 men grävdes ut först under slutet av året. Att Andersson blev intresserad av platsen berodde på att hans medarbetare, Liu Changshan, under 1920 hade köpt ett stort antal stenyxor, mejslar och knivskäror i samma by. För att kunna datera dessa verktyg ville Andersson hitta liknande föremål i kulturlager. Och det gjorde han. Men det stora fyndet var den målade keramik som han hittade i samma lager och som blivit det som framför allt kännetecknar Yangshaokulturen. Andersson tyckte att det fanns likheter med keramik i västra Asien och försökte därefter finna lämningar längre västerut i Gansu och Qinghai som kunde bekräfta denna teori. Han fann också ett stort antal grav- och boplatser med liknande keramik, bland annat på platsen Majiayao. Denna variant av kulturen kom att kallas Gansu Yangshao men har senare kommit att betraktas som en egen kultur, Majiayaokulturen. Idag finns det ett museum på platsen för Yangshaoboplatsen, Yangshao Culture Museum.

### Banpo
En annan stor fyndplats inom Yangshaokulturen finns i Banpo i Shaanxi i norra Kina. Här har man grävt ut en by tillhörande den äldre Yangshaokulturen. Den upptäcktes 1953 och har daterats till femte och fjärde årtusendet f.Kr. Byn hade mer än 50 bostadshus, var omgiven av en vallgrav och hade keramikverkstäder och gravplatser utanför. Man odlade hirs, höll tamsvin, får och hund och ägnade sig åt jakt. Rödmålad keramik med geometriska mönster var vanlig. Delar av byn är i dag museum, Banpomuseet, i utkanten av staden Xi'an.

### Jiangzhai

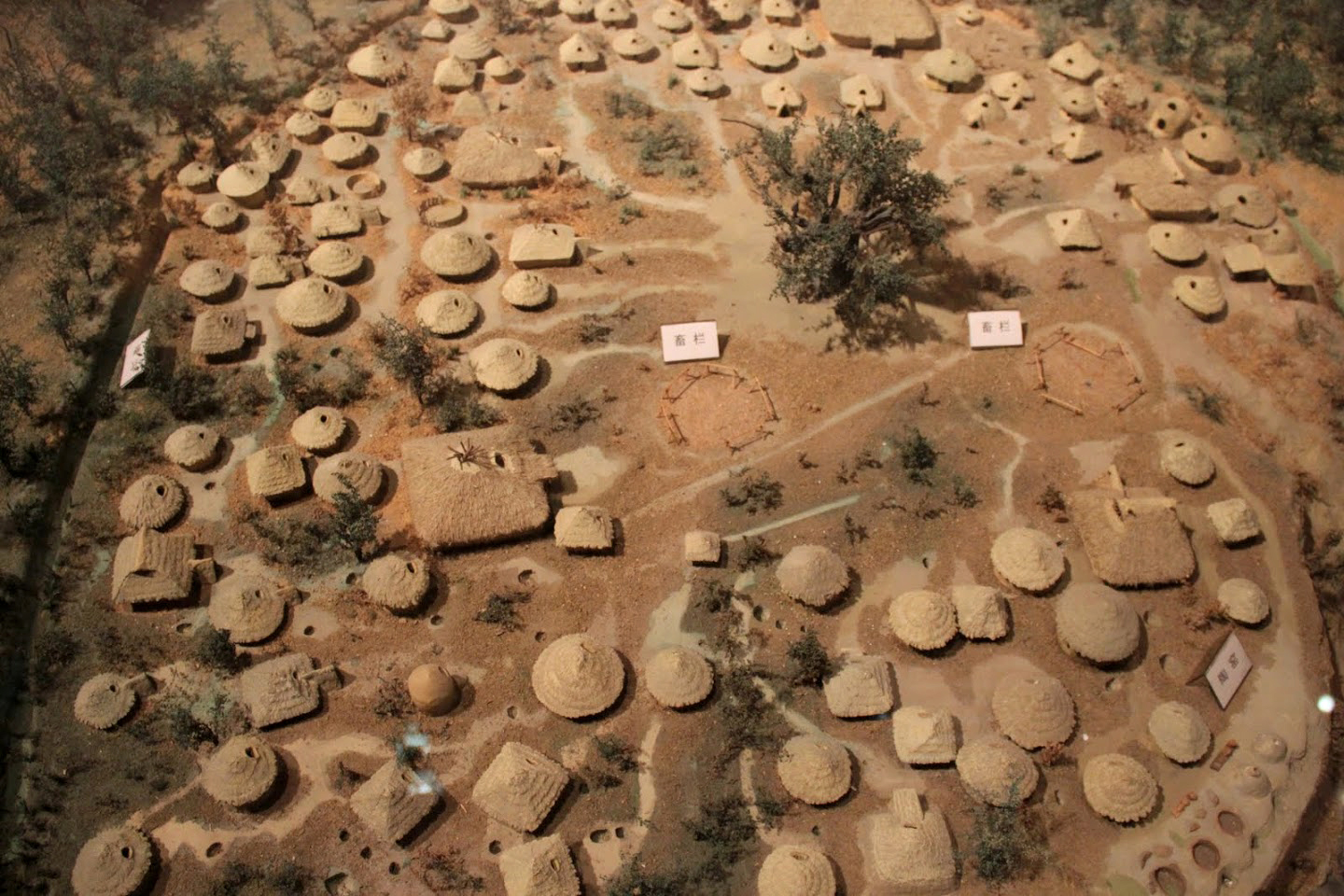
En modell av Jiangzhaibyn, Kinas nationalmuseum.

Jiangzhai är namnet på ytterligare en berömd plats från Yangshaokulturen. Denna boplats har totalutgrävts under åren 1972-1979 och man kunde då konstatera att byn var omgärdad, precis som Banpo, av ett dike, eller en vallgrav, vilket visar på någon slags avgränsning. Det går dock inte att säga om det var en traditionell vallgrav för försvar med tillhörande palissadanläggning. Dess funktion har sannolikt inte i första hand varit försvar, snarare ett sätt att hindra de egna djuren från att fritt vandra iväg. Här har man också funnit de hittills äldsta bronsföremålen i Kina.

## Perioder
Yangshaokulturen brukar delas in i tre olika perioder:
- Banpoperioden ("Den tidiga perioden", 5000-4000 f.Kr.) representeras av boplatserna Banpo, Jiangzhai, Beishouling och Dadiwan i Weifloddalen i Shaanxi[8].
- Miaodigouperioden ("Mellanperioden", 4000-3500 f.Kr.). Under denna period skedde en expansion i alla riktningar, inte minst västerut. Ett mer diversifierat samhälle började ta form, bosättningarna blev större[9].
- Den sena perioden (3500-3000 f.Kr.) representeras bland annat av bosättningen Xishan i centrala Henan nära dagens Zhengzhou. Under denna period byggdes en mur runt Xishan[10].

## Ekonomi

### Jordbruk
Den viktigaste odlade grödan för Yangshaofolket var hirs. På vissa platser har man även funnit spår av kolvhirs och andra varianter av vipphirs, Det finns även fynd som visar att ris har odlats, bland annat från Anderssons undersökningar vid Yangshao. Det pågår en intensiv debatt angående vilken typ av jordbruk som karakteriserade Yangshaokulturen, svedjebruk eller ett mer intensivt jordbruk i mer bofast form. Det finns belägg för att invånarna, när marken var uttömd, tog med sig sina tillhörigheter och flyttade till nya marker. Men i andra Yangshaobosättningar som i Jiangzhai finns lämningar av byggnader med upphöjda golv som kan ha använts som skafferi. Malstenar för att göra mjöl har också hittats.
Yangshaofolket höll grisar och hundar. Får, getter och nötkreatur finns det dock inte mycket spår av. Mycket av köttet kom från jakt och fiske. Deras stenverktyg var polerade och uppvisar en hög grad av specialisering. De kan också ha praktiserat en tidig form av silkesproduktion.

### Hantverk
Yangshaokulturen är framför allt känd för sin keramik. Kulturens keramikproducenter tillverkade en vacker keramik som målades med vita, röda och svarta färger. Bland de mönster och figurer som kan urskiljas finner man bland annat mänskliga ansikten, djurfigurer och geometriska mönster. Till skillnad från den senare Longshankulturen använde Yangshaokulturen inte någon drejskiva. I samband med utgrävningar har det framkommit målade kärl har använts som begravningskärl för barn. Kärl med spetsig botten för att kunna sättas ner i sanden och handtag på sidorna har ansetts vara typiskt för perioden.

Keramik från Yangshaokulturen
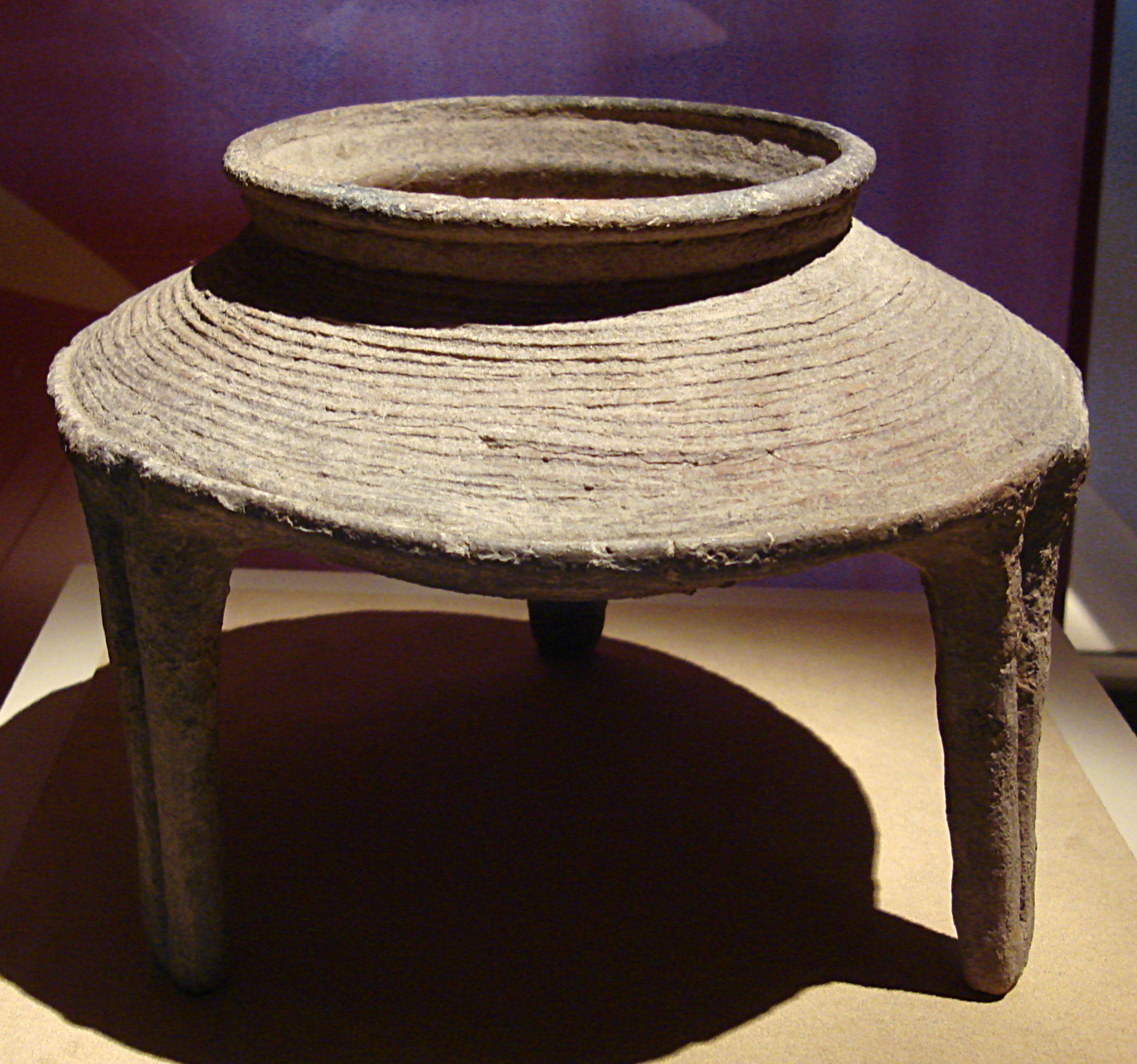
Keramikding, dekorerad, Kinas nationalmuseum  (Peking).
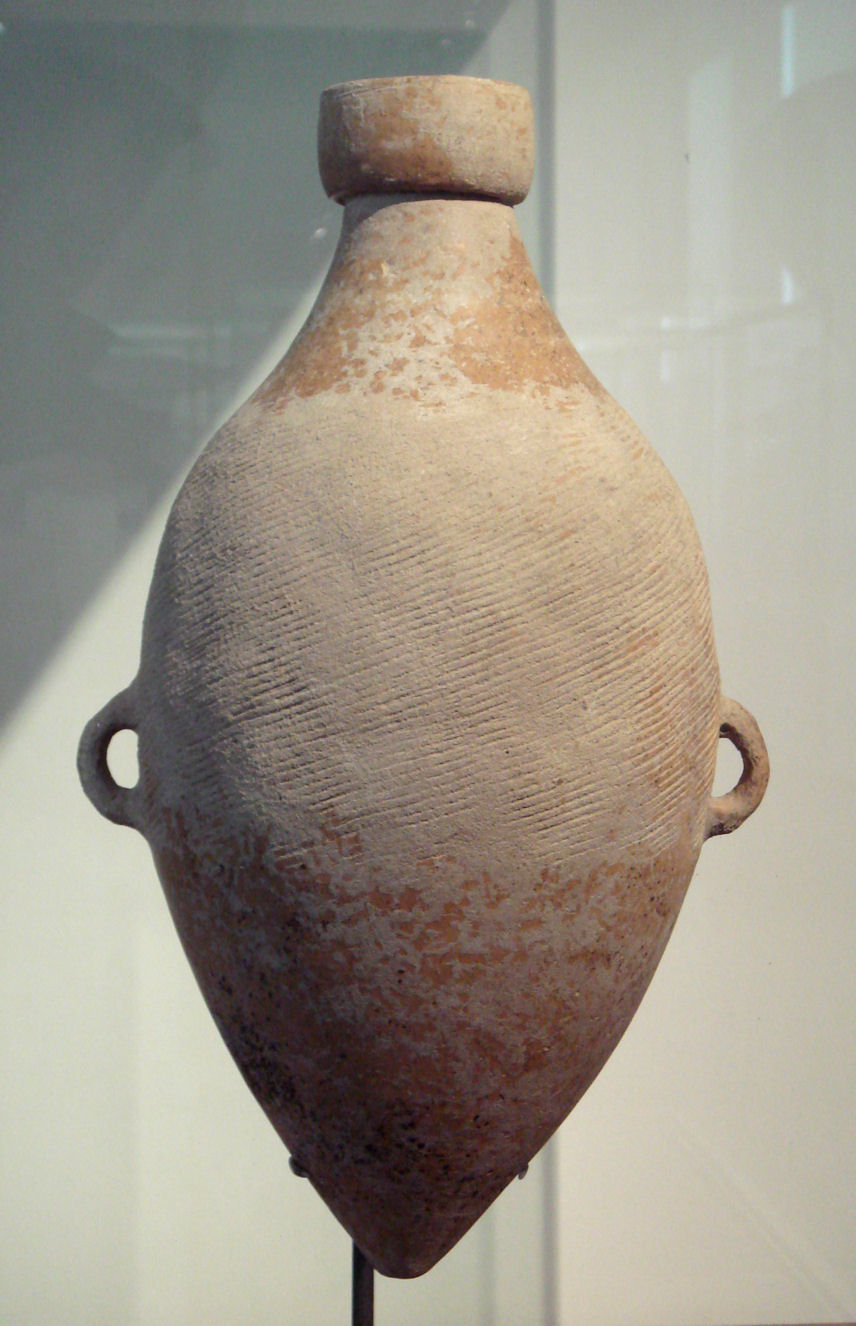
Amfora; 4800 f.Kr. (Banpo phase); Musée Guimet (Paris)
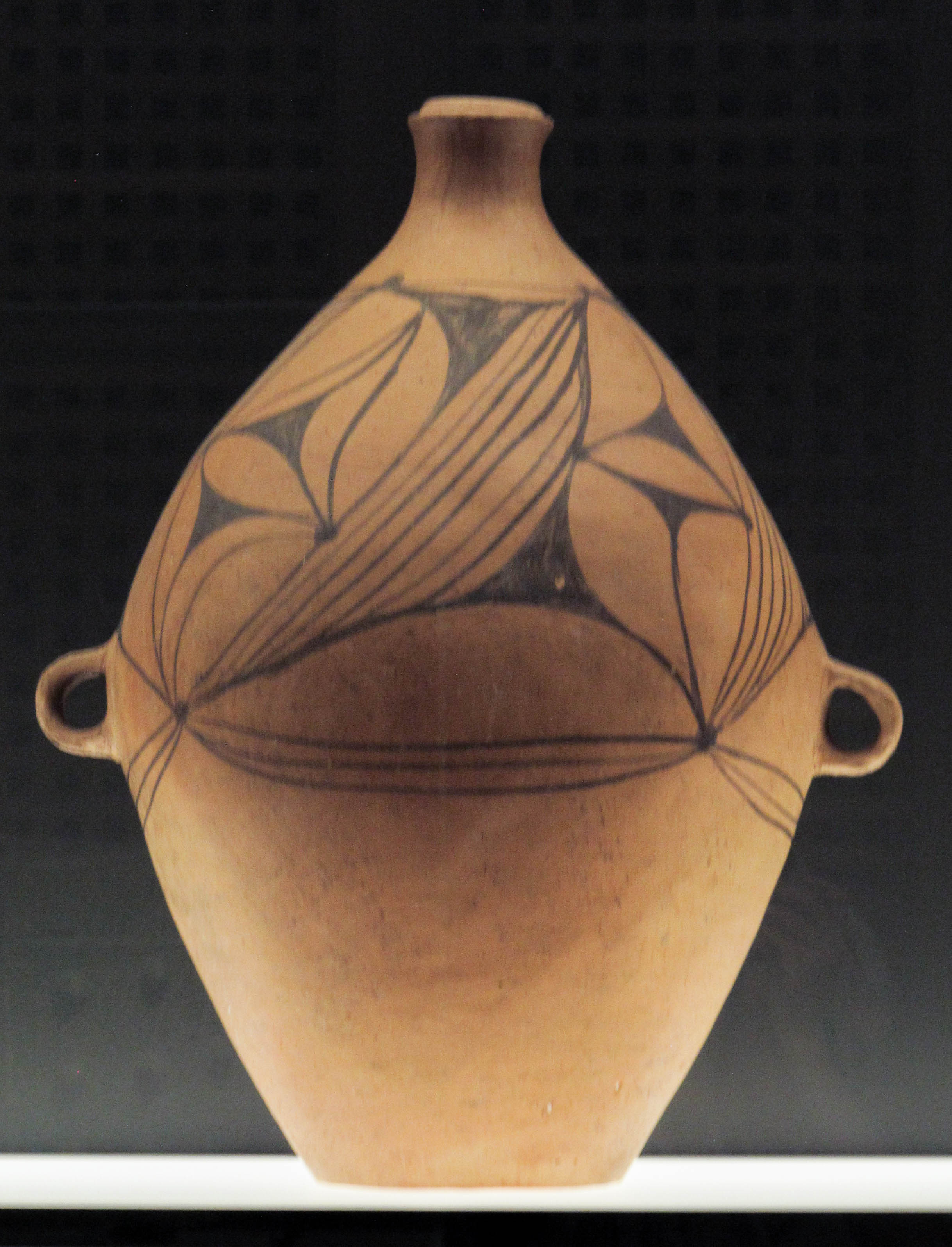
Stort vattenkärl, sen Yangshaokultur eller tidiga Majiayaokultur, Shaanxi eller Gansu Rietbergmuseet (Zürich)
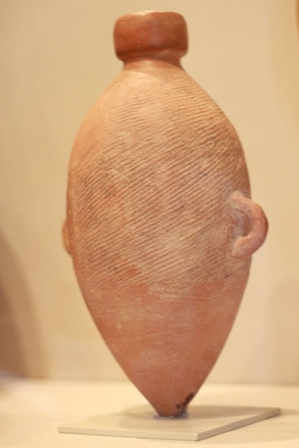
Röd amfora med handtag, 5000 - 3000 f.Kr.; Honolulu Museum of Art (Hawaii)
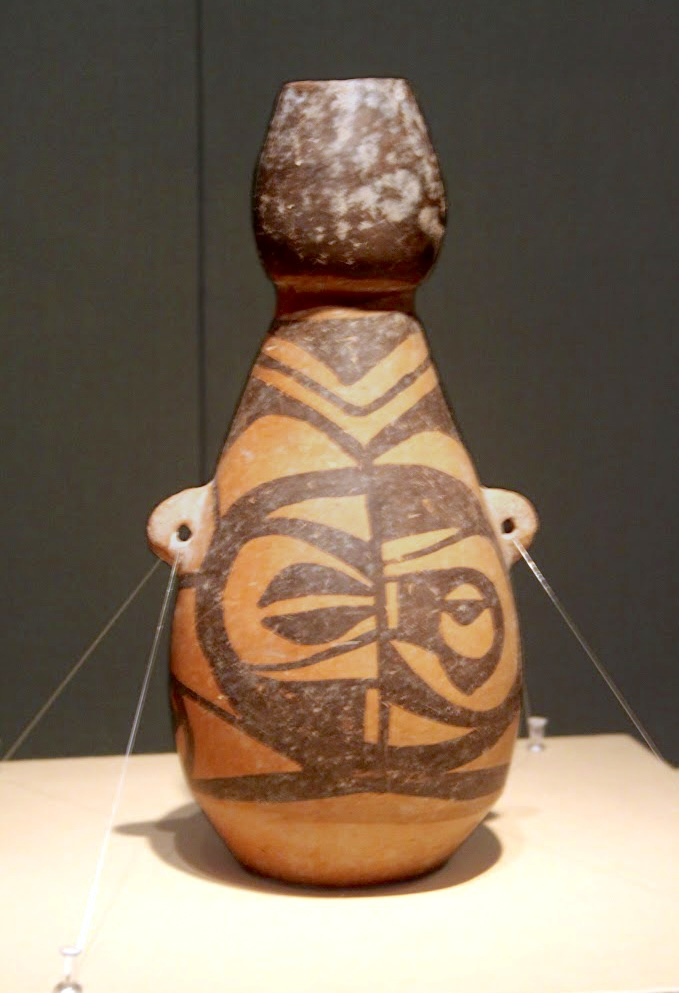
Målad kruka, Shijia, Shaanxi History Museum
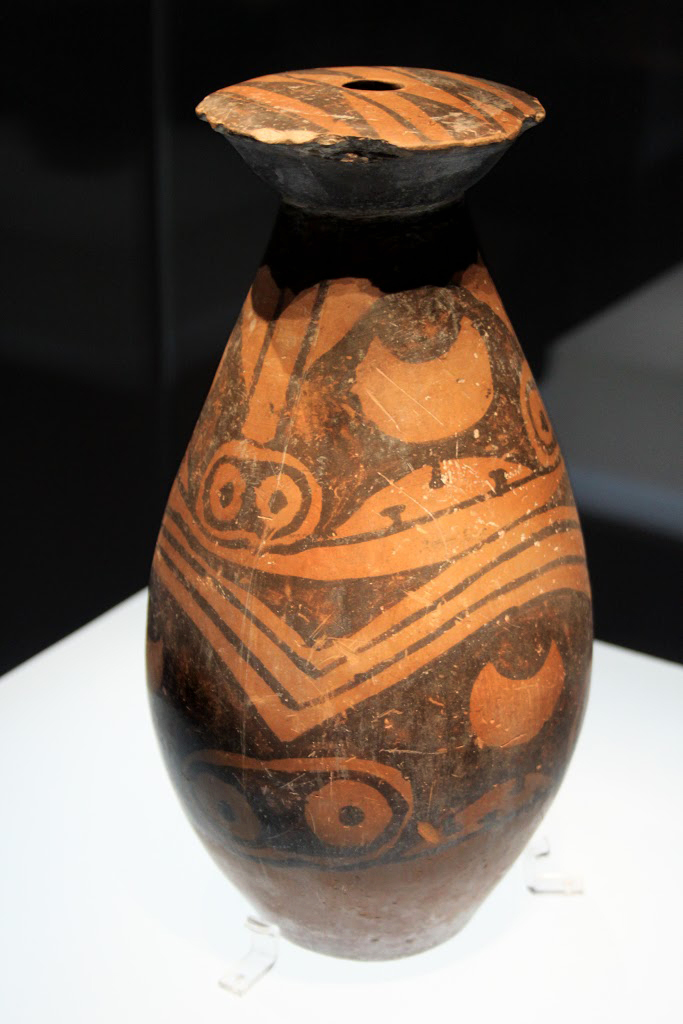
Målad kruka,  27.8 cm hög, Shijia, Shaanxi History Museum
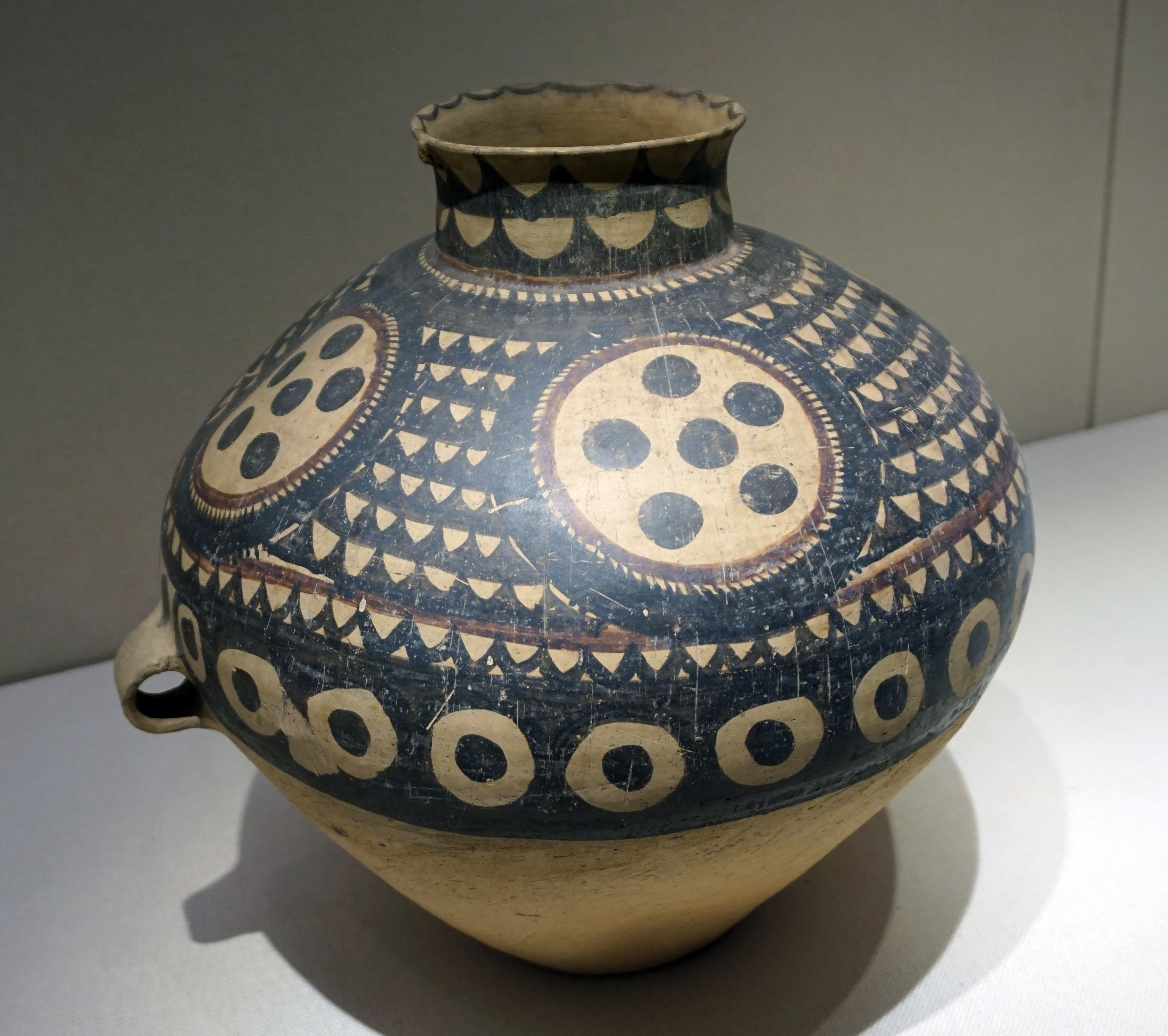
Kruka, 4700 - 4300 f.Kr.; Gansu Provincial Museum
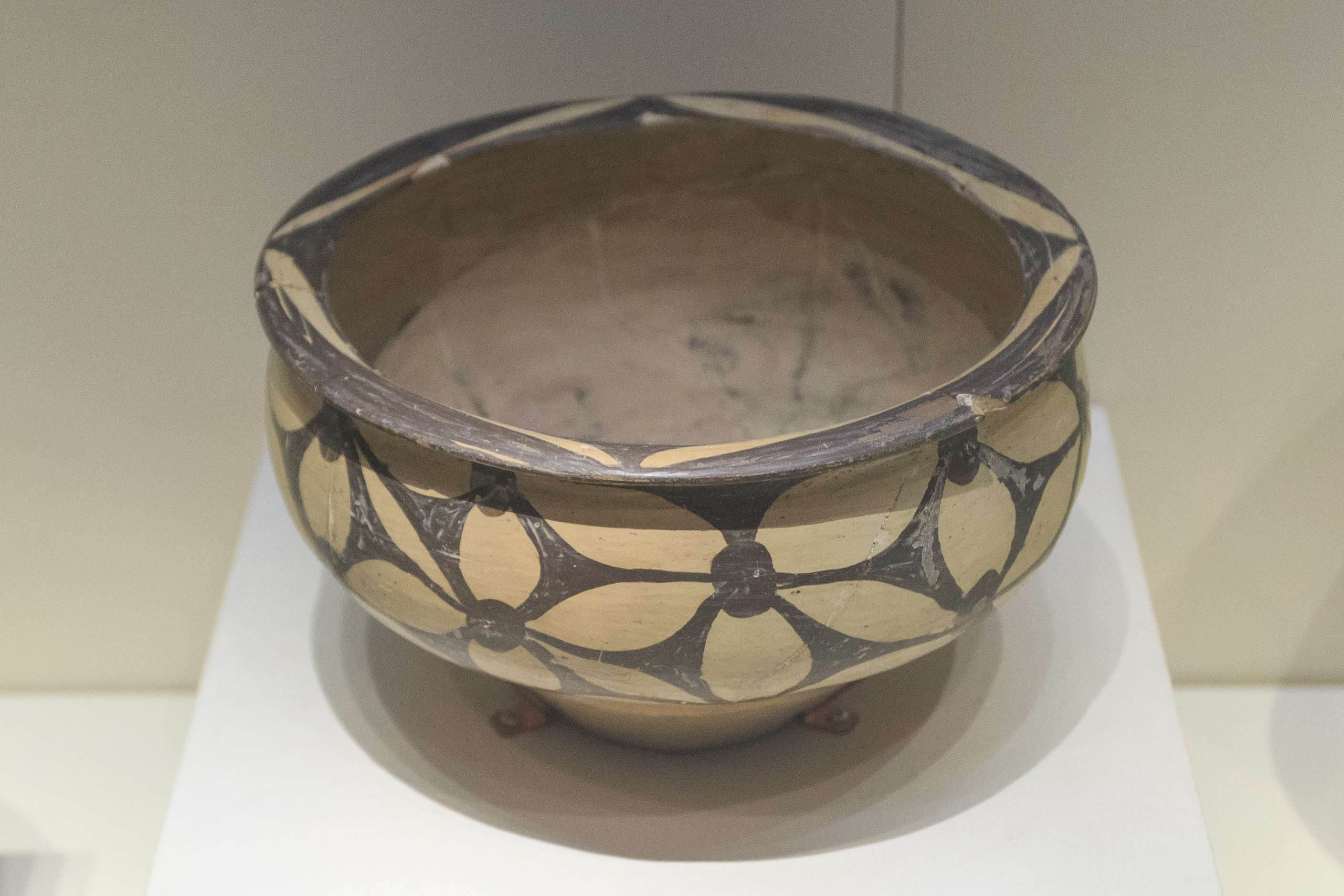
Målad kruka, 5000-3000 f.Kr., Kinas Nationalmuseum
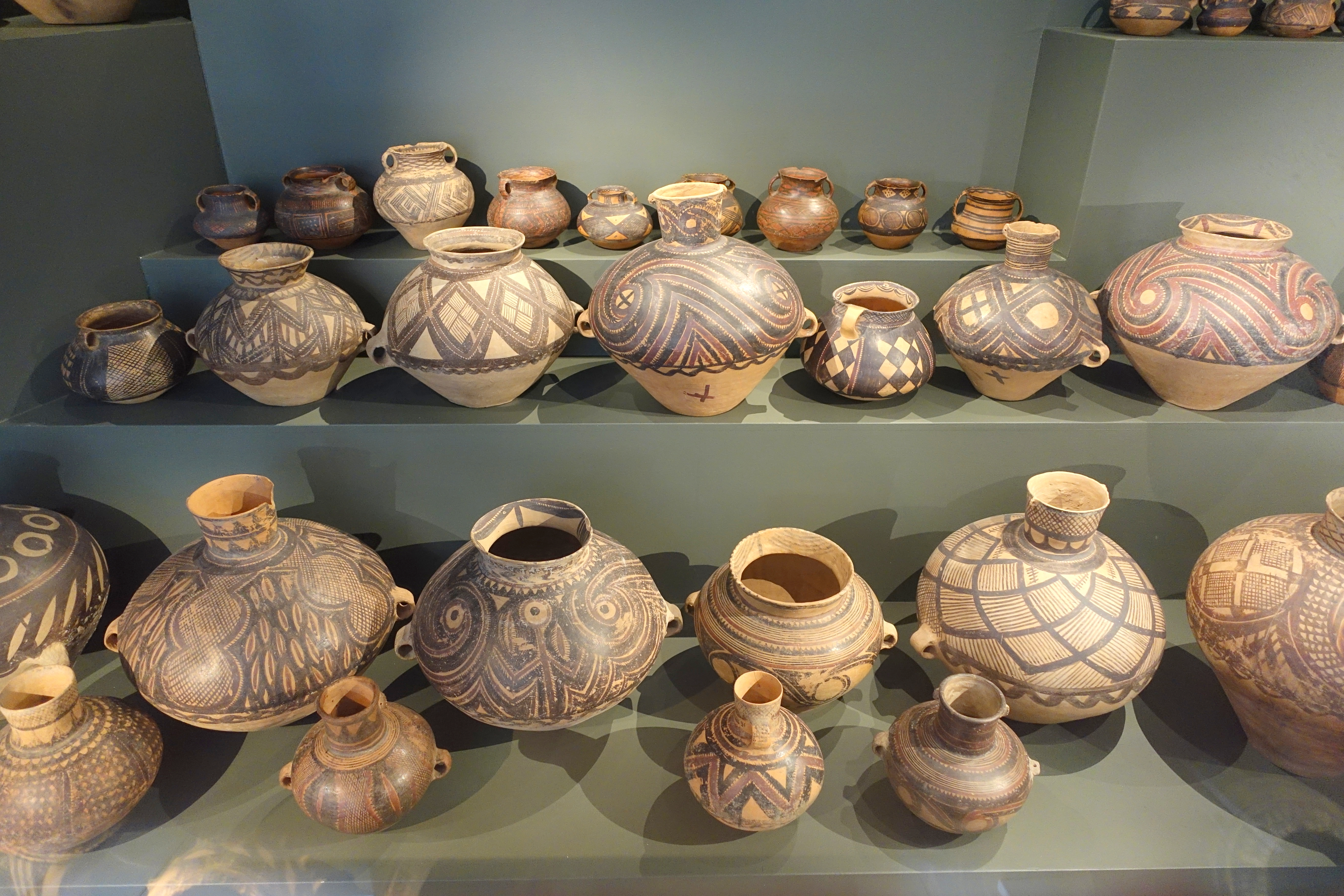
Keramik, Östasiatiska museet (Stockholm).

Yangshaokulturen producerade siden i liten grad och vävde hampa. Män klädde sig i ländskynken och hade håret i en knut på huvudet. Kvinnor lindade in sig i ett större tygstycke runt sig och hade sitt hår i en bulle.

## Hus
Husen byggdes genom att gräva en rundad rektangulär grop upp till ca en meter djupt. Väggarna utgjordes av ett flätat grenverk som täcktes med lerklining. Taken konstruerades med hjälp av en konformad ram av störar och som taktäckning användes stjälkarna från hirs. I dessa hus fanns i regel endast ett fåtal möbler. Centralt i huset fanns en grund eldstad med en tillhörande pall. Längs väggen hade man en bänk och en bädd. Mat och föremål placerades längs väggarna eller hängdes upp i taken. En hägnad fanns utanför huset för djuren. Yangshaobyar hade en utbredning på vanligtvis tio till fjorton tunnland och husen var utspridda runt en central öppen plats, ett torg.

## Social struktur
Byarna blev större under Yangshaokulturen jämfört med tidigare perioder. En by kunde ha flera hundra invånare. Detta visar på ett intensivare jordbruk vilket i sin tur måste ha krävt en mer komplex social struktur. Det har under en längre tid pågått en livlig debatt kring hur man kan karakterisera Yangshaokulturens samhälle. Framför allt har den debatten handlat om huruvida Yangshaokulturen kan beskrivas som ett matriarkat eller ett patriarkat. I forskning om Yangshaokulturen har det föreslagits att det skulle röra sig om ett matriarkat. Att kvinnornas gravar har fler gravgåvor är ett argument som använts för denna tolkning. Det har senare argumenterats för att det snarare var ett samhälle som befann sig i en övergångsfas från matriarkat till patriarkat. Andra anser att det var ett patriarkat. Debatten kopplas till begravningstraditioner och det gravmaterial man funnit och hur man ska tolka de skillnader som kan ses där.